# إيمانويل كيتشيني
إيمانويل كيتشيني (بالإسبانية: Emanuel Cecchini) (24 ديسمبر 1996 في الأرجنتين - ) هو لاعب كرة قدم أرجنتيني في مركز الوسط. لعب مع نادي مالقا.

## روابط خارجية
- إيمانويل كيتشيني على موقع الدوري الأمريكي (الإنجليزية)
- إيمانويل كيتشيني على موقع قاعدة بيانات كرة القدم.إي يو (الإنجليزية)
- إيمانويل كيتشيني على موقع Soccerway.com (الإنجليزية)
- إيمانويل كيتشيني على موقع عالم كرة القدم.نت (الإنجليزية)